# Francisco de Assis Rosa e Silva

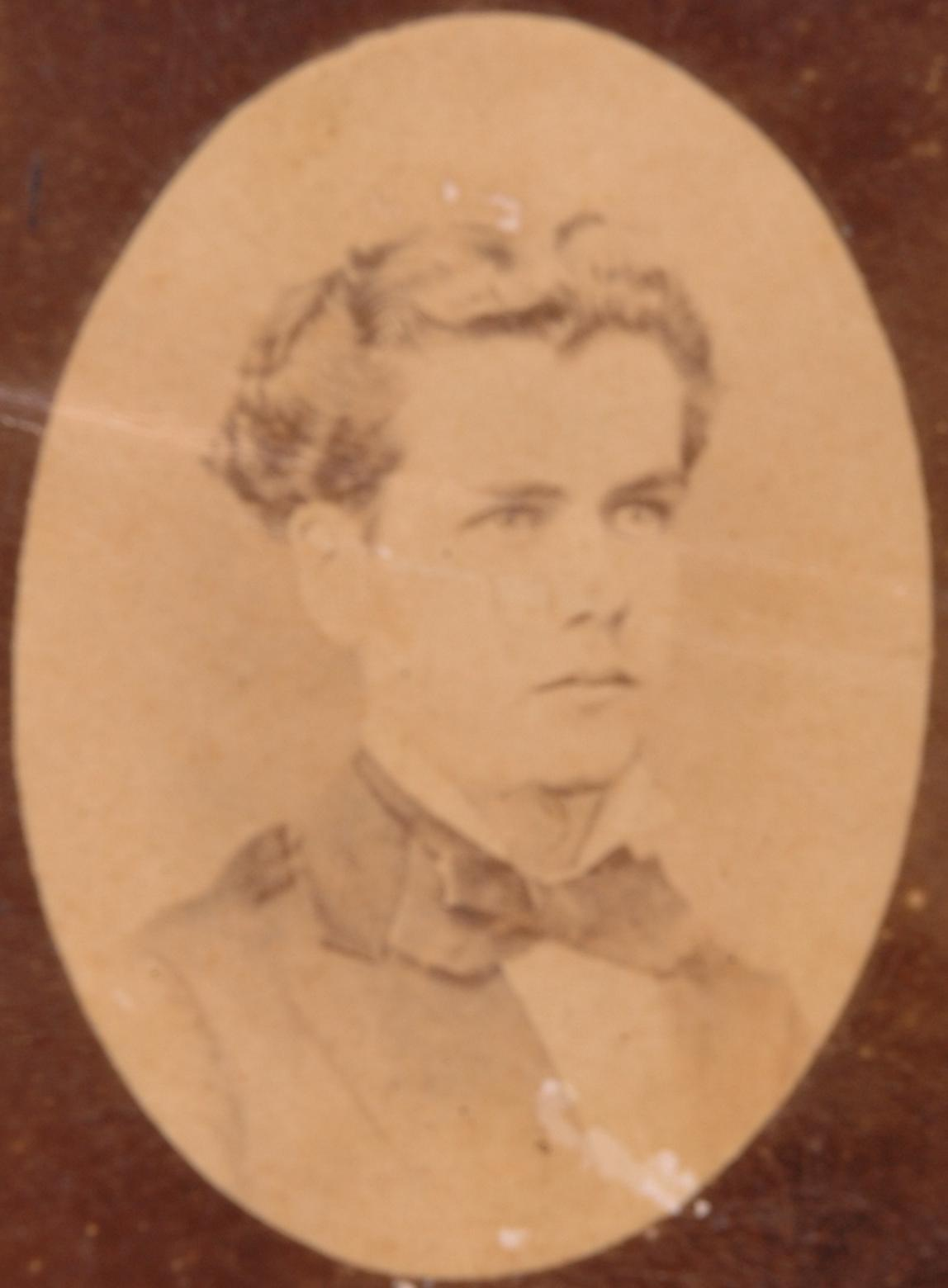
Francisco de Assis Rosa e Silva.

Francisco de Assis Rosa e Silva (Recife, 4 ottobre 1850 – Rio de Janeiro, 1º luglio 1929) è stato un politico brasiliano.

## Biografia
Fu vicepresidente del Brasile dal 15 novembre 1898 al 15 novembre 1902.